# Хаб'яноваць
Хаб'яноваць (хорв. Habjanovac) — населений пункт у Хорватії, в Загребській жупанії у складі громади Дубрава.

## Населення
Населення за даними перепису 2011 року становило 183 осіб.
Динаміка чисельності населення поселення:

## Клімат
Середня річна температура становить 10,83 °C, середня максимальна – 24,88 °C, а середня мінімальна – -5,54 °C. Середня річна кількість опадів – 813 мм.
| Клімат поселення                              | Клімат поселення | Клімат поселення | Клімат поселення | Клімат поселення | Клімат поселення | Клімат поселення | Клімат поселення | Клімат поселення | Клімат поселення | Клімат поселення | Клімат поселення | Клімат поселення | Клімат поселення |
| Показник                                      | Січ.             | Лют.             | Бер.             | Квіт.            | Трав.            | Черв.            | Лип.             | Серп.            | Вер.             | Жовт.            | Лист.            | Груд.            |                  |
| Середній максимум, °C                         | 5,87             | 7,87             | 12,37            | 16,78            | 21,71            | 24,88            | 24,04            | 23,60            | 19,54            | 14,58            | 9,18             | 4,64             |                  |
| Середня температура, °C                       | 0,17             | 2,15             | 6,66             | 11,08            | 16,01            | 19,16            | 20,56            | 20,12            | 16,05            | 11,09            | 5,70             | 1,16             |                  |
| Середній мінімум, °C                          | −5,54            | −3,56            | 0,94             | 5,37             | 10,30            | 13,47            | 17,07            | 16,63            | 12,58            | 7,60             | 2,20             | −2,31            |                  |
| Норма опадів, мм                              | 45               | 45               | 52               | 62               | 74               | 89               | 76               | 76               | 75               | 75               | 82               | 62               |                  |
| Середньомісячна швидкість вітру, м/с          | 2.06             | 2.30             | 2.67             | 2.50             | 2.32             | 2.10             | 2.10             | 1.90             | 1.90             | 2.00             | 2.10             | 2.09             |                  |
| Середньомісячна сонячна радіація, кДж/м²·день | 4096             | 6896             | 10643            | 15118            | 19322            | 21345            | 22167            | 19375            | 14241            | 8842             | 4572             | 3334             |                  |
| --------------------------------------------- | ---------------- | ---------------- | ---------------- | ---------------- | ---------------- | ---------------- | ---------------- | ---------------- | ---------------- | ---------------- | ---------------- | ---------------- | ---------------- |
| Джерело:                                      |                  |                  |                  |                  |                  |                  |                  |                  |                  |                  |                  |                  |                  |